# Cantó de Savenay
El cantó de Savenay (bretó Kanton Savenneg) és una divisió administrativa francesa situat al departament de Loira Atlàntic a la regió de Loira Atlàntic, però que històricament ha format part de Bretanya.

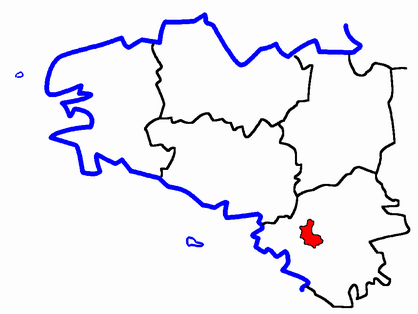
Situació del cantó

## Composició
El cantó aplega 8 comunes: 
| Nom francès        | Nom bretó      | Població | km²    | Codi Postal | Codi INSEE |
| Bouée              | Bozeg          | 661      | 21,34  | 44260       | 44019      |
| Campbon            | Kambon         | 2.897    | 49,82  | 44750       | 44025      |
| La Chapelle-Launay | Chapel-ar-Wern | 2.258    | 24,82  | 44260       | 44033      |
| Lavau-sur-Loire    | Gwal-Liger     | 614      | 16,22  | 44260       | 44080      |
| Malville           | Kerwall        | 2.980    | 31,24  | 44260       | 44089      |
| Prinquiau          | Prevenkel      | 2.055    | 22,82  | 44260       | 44137      |
| Quilly             | Killig         | 905      | 17,67  | 44750       | 44139      |
| Savenay            | Savenneg       | 5.883    | 26,00  | 44260       | 44195      |
| Cantó              | Savenneg       | 18.253   | 209,93 | -           | 4443       |

## Història
| Data d'elecció                           | Identitat           | Partit | Qualitat |
| ---------------------------------------- | ------------------- | ------ | -------- |
| 1998-                                    | Jean-Claude Le Gall | PS     |          |
| les dades anteriors no són pas conegudes |                     |        |          |
|                                          |                     |        |          |